# Roman Sub
Roman Iwanowytsch Sub (ukrainisch Роман Іванович Зуб; * 16. Februar 1967 in Lemberg) ist ein ehemaliger ukrainischer Fußballspieler.
Der Mittelfeldspieler begann seine Karriere in der zweiten Mannschaft von Dynamo Kiew. 1987 wechselte er zu Sorja Woroschilowgrad und 1989 zu Karpaty Lwiw. Von 1990 bis 1992 stand er bei Wolyn Luzk unter Vertrag. Anfang 1993 wechselte er nach Polen zu Legia Warschau. Nach zehn Spielen wurde er positiv auf Testosteron getestet und für ein Jahr gesperrt, womit er der erste offizielle Dopingfall in der Ekstraklasa war. Er kehrte zurück in die Ukraine und war nach seiner Sperre bis 1997 wieder bei Karpaty Lwiw aktiv. 1998 spielte er erst bei Iwano-Frankiwsk und dann bei Nywa Winnyzja, um dann wiederum bis 2001 bei Karpaty Lwiw zu spielen. Nach Stationen bei Oleksandrija und Solotschiw beendete er Ende 2002 seine Laufbahn.